# Chrysotachina setifera
Chrysotachina setifera là một loài ruồi trong họ Tachinidae.